# Grotte du Figuier (Saint-Martin-d’Ardèche)
Die Grotte du Figuier ([ɡʁɔt dy fiɡje]), (deutsch Feigenbaumhöhle) ist eine horizontale Karsthöhle und archäologische sowie paläoanthropologische Fundstätte in der Nähe der südfranzösischen Kleinstadt Saint-Martin-d’Ardèche im Département Ardèche. 
Sie enthält archäologische Fundschichten aus der Römischen Kaiserzeit, dem Magdalénien, Solutréen, Aurignacien und Moustérien. Die im Tageslichtbereich angebrachten jungpaläolithischen Felsritzungen werden der Frankokantabrischen Höhlenkunst zugerechnet. Aus einem jungpaläolithischen Grab stammende menschliche Überreste eines Kleinkinds gelten heute als verschollen.

## Geographische Lage und Topographie
Die Grotte du Figuier befindet sich am linken Ufer der Ardèche, rund 100 m hinter der letzten Flussschleife am Ausgang der Gorges de l’Ardèche. Ihr 15 m breites, nach Süden gerichtetes Portal liegt 40 m über dem heutigen Flussniveau, im Fuß einer Felswand und am Ende eines etwa 25 m langen Abris, der sogenannten Terrasse. Von dieser geschützten Freifläche aus, bot sich in den vegetationsarmen Kaltzeiten des Pleistozäns der Blick von der Ardèche-Schlucht bis in das mittlere Rhonetal.
Die vordere Höhlenhalle hat eine rechteckige Grundfläche von 15 m Breite und 23 m Tiefe, die Deckenhöhe beträgt bis zu 10 m. Der Boden steigt nach hinten an. Durch eine Deckenöffnung kann Regenwasser eindringen, wodurch ein Teil der Höhlensedimente auf den Vorplatz erodiert ist und sich, in Verbindung mit dem weiten Portal, die starke Frostverwitterung der angrenzenden Höhlenwände erklärt. In der hinteren östlichen Ecke kragt eine kleine, rund 5 m lange Kammer aus. In der hinteren westlichen Ecke befindet sich hinter Versturzblöcken die Öffnung zu einem weiteren Gang von 25 m Länge, der sich zu 2 kleineren Höhlenräumen weitet. Hinter dem 3. Raum verjüngt sich der Gang dann stetig, knickt in westlicher Richtung ab und mündet nach wenigen Metern in einem schmalen Spalt nach außen.

## Forschung

### Forschungsgeschichte
Die Entdeckung der Höhle im Jahr 1878 wird dem Lehrer Léopold Chiron (1845–1916) zugeschrieben, der bereits wenige Jahre zuvor in der 300 m flussaufwärts gelegenen Grotte Chabot steinzeitlich Artefakte und Gravierungen entdeckt hatte. Nach seinen Ausgrabungen in der Grotte du Figuier berichtete er über nicht stratifizierte Funde von „... Keramik und unglaubliche Mengen an Silex“. In einem 1911 verfassten Artikel schlug er vor, alle Artefakte technologisch in das Solutréen und Magdalénien zu verorten.
Ab dem Beginn der 1890er-Jahre führte der Prähistoriker Paul Raymond (1859–1944) Grabungen in der Höhle durch. 1906 erkannte er an den Felswänden die gravierten Umrisse eiszeitlicher Tiere. Ab 1928 analysierten Henri Breuil, später André Glory und Henri Drouot die Abbildungen.
In den Jahren 1947 und 1948 grub ein örtliches Team um den Lehrer Maurice Veyrier (1906–1963) im hinteren westlichen Teil der Höhle. Veyrier erhielt dafür als eine der ersten Personen im Département Ardèche eine offizielle Grabungsgenehmigung. Hinter großen Versturzblöcken legte er einen Höhlengang frei, in dem er ein vollständiges stratigrafisches Profil dokumentieren konnte. Zwischen den Felsen deckte die Gruppe das jungpaläolithische Grab eines Kleinkinds auf.
Weitere umfangreiche Forschungen unternahm ab 1967 der Prähistoriker Jean Combier (1926–2020).
Seit 2017 ist die Grotte du Figuier als Monument historique eingestuft und aus konservatorischen Gründen für die Öffentlichkeit geschlossen. 

### Stratigraphie
In einem von Combier zwischen dem 1. und 2. Höhlenraum freigelegten Profil lassen sich 12 geologische (GH a–l) und 6 archäologische Horizonte (AH 1–4) unterscheiden. Letztere sind durch folgende Technokomplexe repräsentiert:
- GH j / AH 1: Moustérien Typ Quina
- GH h / AH 1′: Moustérien typique
- GH g / AH 2: Aurignacien
- GH f/e / AH 3: Solutréen
- GH e/d / AH 3′: Solutréen
- GH b / AH 4: Magdalénien[1][7]

### Kindergrab
Aus der Höhle stammen einige der wenigen menschlichen Überreste aus dem Jungpaläolithikum des mittleren Rhonetals. Nach dem Hinweis eines Raubgräbers legten Veyrier, Pierre Huchard und André Obenich hinter einem abgerutschten Versturzblock das mit Ocker bestreute Grab eines etwa dreijährigen Kindes frei. In einer von Steinplatten begrenzten Grube hatten sich Teile der Schädeldecke, des Unterkiefers, verschiedene Zähne, ein Schulterblatt, Oberarmknochen und mehrere Rippen erhalten. Letztere befanden sich im anatomischen Verbund, sodass eine Sekundärbestattung ausgeschlossen werden kann. Veyrier übereignete die Skelettteile dem Musée de l’Homme in Paris, sie sind jedoch nicht mehr auffindbar und eine direkte Altersbestimmung somit nicht möglich.
An Grabbeigaben fanden sich eine gelochte Muschelschale der Art Glycimeris violascens mit Tragespuren sowie 2 große Klingen und zwanzig Lamellen aus regionalem Feuerstein. Eine Gebrauchsspurenanalyse ergab, dass die Abschläge explizit für die Bestattung und in geringer Größe angefertigt wurden, um sie dem Kind wahrscheinlich als eine Art „Puppenküche“ beizugeben.

### Parietalkunst
Im Gegensatz zu vielen anderen altsteinzeitlichen Bilderhöhlen, in denen Wandkunst in den weit im Innern gelegenen, völlig dunklen Bereichen angebracht ist, befinden sich die Gravuren der Grotte du Figuier im Halbdunkel des vorderen Höhlenraums. Die Abbildungen werden dem von André Leroi-Gourhan definierten paläolithischen Kunststil II zugerechnet und wirken laut Combier „steif und drahtig“. Sie sind eingeschnitten an je 2 Friesen der westlichen und der nördlichen Höhlenwand, in ca. 2 bis 3 m Höhe über dem Höhlenboden, der durch die umfangreichen Ausgrabungen um bis zu 1 m abgesenkt wurde. An der Höhlendecke findet sich die Abbildung eines nicht näher spezifizierten Hornträgers.
Bis auf wenige Ausnahmen sind die Gravuren in einem verwitterten, schlechten Zustand. Die Oberflächen der Panneaus sind heute tief zerklüftet, mit unzähligen Rissen übersät und gleichen einem mit Trockenrissen durchzogenen Lehmboden. Die Konturlinien der Figuren sind zumeist stark fragmentiert, stellenweise abgeplatzt oder mit Sinter überzogen. Erkennbar sind 15 Tierdarstellungen in seitlicher oder halbfrontaler Ansicht. Da sich auch viele einzelne, nicht zuzuordnende Liniensegmente kreuzen bzw. überlagern, geht man von einer ursprünglich höheren Anzahl an Abbildungen aus. Aus dem Liniengewirr ließen sich als zentrale Figuren mehrere 35 bis 50 cm große Bisons, Mammute, Auerochsen, ein Pferd und ein Steinbock isolieren. Auf dem gut 1 m² großen 2. Panneau der Westwand ist ein formatfüllendes Mammut des Typs Chabot zu erkennen. Im Laufe von 1983 durchgeführten Untersuchungen, wurden alle erkennbar von Menschenhand angebrachten Linien mit Holzkohle nachgezogen. 
Die stilistischen Konventionen der auf wenige, charakteristische Linienverläufe beschränkten Tierdarstellungen mit bogenförmiger Bauchlinie und überproportional langen Beinen, finden sich in mehreren Höhlen der näheren Umgebung wieder: in der Grotte Chabot, der Grotte Huchard und dem Baume d’Oulen. Man geht davon aus, dass die dortige Parietalkunst stets von denselben Menschengruppen angebracht wurde, die diese Höhlen zur Zeit des Solutréen wiederholt aufgesucht hatten.